# Station Soham
Soham is een spoorwegstation van National Rail in East Cambridgeshire in Engeland. Het station is eigendom van Network Rail en wordt bediend door Greater Anglia. Het station is geopend in 1879. Het verwierf enige bekendheid doordat tijdens de Tweede Wereldoorlog, in 1944, nabij het station een munitietrein ontplofte. Hierbij werd het stationsgebouw verwoest, en vielen twee doden, waaronder de wisselwachter. Het station sloot op 13 september 1965  als gevolg van de Beeching Axe voor het reizigersvervoer, maar de lijn bleef open voor vrachtvervoer. Dit betrof vooral treinen die vanaf de haven van Felixstowe naar de Midlands reden.
Het station is in 2021 opnieuw geopend voor reizigersvervoer. Er is bij die gelegenheid een abri aangelegd, en een voetbrug die nergens heen leidt. 

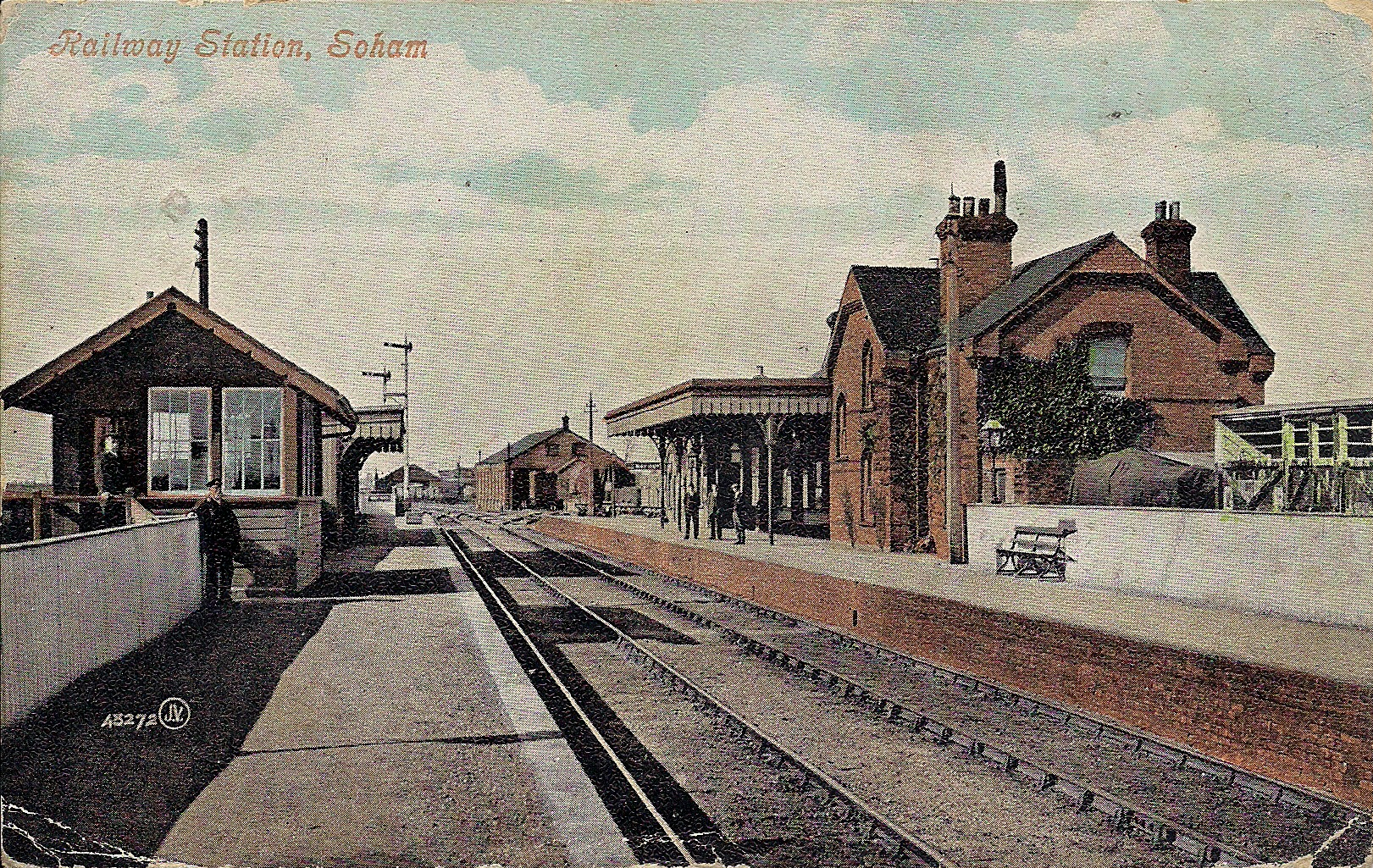
Station Soham, 1912 (datum afstempeling)